# Magyarország az 1993-as atlétikai világbajnokságon
Magyarország a németországi Stuttgartban megrendezett 1993-as atlétikai világbajnokság egyik részt vevő nemzete volt. Az ország a világbajnokságon 23 sportolóval képviseltette magát, akik összesen egy érmet szereztek

## Érmesek
| Érem      | Versenyző    | Versenyszám   | Dátum         |
| --------- | ------------ | ------------- | ------------- |
| Bronzérem | Gécsek Tibor | Kalapácsvetés | augusztus 15. |

## Eredmények

### Férfi
| Versenyző      | Versenyszám     | Előfutam      | Előfutam      | Előfutam      | Elődöntő | Elődöntő | Elődöntő | Döntő         | Döntő         |
| Versenyző      | Versenyszám     | Idő           | Hely.         | Össz.         | Idő      | Hely.    | Össz.    | Idő           | Helyezés      |
| -------------- | --------------- | ------------- | ------------- | ------------- | -------- | -------- | -------- | ------------- | ------------- |
| Káldy Zoltán   | 5000 m          | 13:37:20      | 7.            | 11.           |          |          |          | 13:43:02      | 13.           |
| Káldy Zoltán   | 10 000 m        | nem ért célba | nem ért célba | nem ért célba |          |          |          | kiesett       | kiesett       |
| Kovács Dusán   | 400 m gát       | 49,96         | 4.            | 23.           | kiesett  | kiesett  | kiesett  | kiesett       | kiesett       |
| Dudás Gyula    | 20 km gyaloglás |               |               |               |          |          |          | 1:30:46       | 29.           |
| Urbanik Sándor | 20 km gyaloglás |               |               |               |          |          |          | 1:24:40       | 10.           |
| Czukor Zoltán  | 50 km gyaloglás |               |               |               |          |          |          | nem ért célba | nem ért célba |

| Versenyző      | Versenyszám   | Selejtező                | Selejtező                | Döntő    | Döntő     |
| Versenyző      | Versenyszám   | Eredmény                 | Helyezés                 | Eredmény | Helyezés  |
| -------------- | ------------- | ------------------------ | ------------------------ | -------- | --------- |
| Bagyula István | Rúdugrás      | 565 cm                   |                          | 570 cm   | 10.       |
| Ordina Tibor   | Távolugrás    | Érvényes kísérlet nélkül | Érvényes kísérlet nélkül | kiesett  | kiesett   |
| Czingler Zsolt | Hármasugrás   | 16,32 m                  | 31.                      | kiesett  | kiesett   |
| Pálóczi Gyula  | Hármasugrás   | 15,89 m                  | 38.                      | kiesett  | kiesett   |
| Kóczián Jenő   | Súlylökés     | 16,45 m                  | 22.                      | kiesett  | kiesett   |
| Gécsek Tibor   | Kalapácsvetés | 77,82 m                  | 2.                       | 79,54 m  | Bronzérem |

| Versenyző       | Versenyszám | 100 m | 100 m | Távolugrás | Távolugrás | Súlylökés | Súlylökés | Magasugrás | Magasugrás | 400 m   | 400 m   | 110 m gát | 110 m gát | Diszkoszvetés | Diszkoszvetés | Rúdugrás | Rúdugrás | Gerelyhajítás | Gerelyhajítás | 1500 m  | 1500 m  | Végeredmény | Végeredmény |
| Versenyző       | Versenyszám | Idő   | Pont  | Eredmény   | Pont       | Eredmény  | Pont      | Eredmény   | Pont       | Idő     | Pont    | Idő       | Pont      | Eredmény      | Pont          | Eredmény | Pont     | Eredmény      | Pont          | Idő     | Pont    | Pont        | Helyezés    |
| --------------- | ----------- | ----- | ----- | ---------- | ---------- | --------- | --------- | ---------- | ---------- | ------- | ------- | --------- | --------- | ------------- | ------------- | -------- | -------- | ------------- | ------------- | ------- | ------- | ----------- | ----------- |
| Munkácsi Sándor | Tízpróba    | 11,12 | 834   | 608 cm     | 833        | 13,36 m   | 689       | 194 cm     | 749        | 48,71   | 875     | 14,60     | 899       | 41,02 m       | 685           | 450 cm   | 760      | 51,04 m       | 604           | 4:21,97 | 798     | 7726        | 17.         |
| Szabó Dezső     | Tízpróba    | 11,02 | 856   | 701 cm     | 816        | 13,16 m   | 677       | 194 cm     | 749        | feladta | feladta | feladta   | feladta   | feladta       | feladta       | feladta  | feladta  | feladta       | feladta       | feladta | feladta | feladta     | feladta     |

### Női
| Versenyző            | Versenyszám     | Előfutam | Előfutam | Előfutam | Döntő   | Döntő    |
| Versenyző            | Versenyszám     | Idő      | Hely.    | Össz.    | Idő     | Helyezés |
| -------------------- | --------------- | -------- | -------- | -------- | ------- | -------- |
| Dóczi Éva            | 3000 m          | 9:09,51  | 10.      | 30.      | kiesett | kiesett  |
| Földingné Nagy Judit | Maraton         |          |          |          | 2:41:06 | 15.      |
| Rosza Mária          | 10 km gyaloglás |          |          |          | 44:17   | 10.      |
| Alföldi Andrea       | 10 km gyaloglás |          |          |          | 45:57   | 14.      |
| Ilyés Ildikó         | 10 km gyaloglás |          |          |          | 46:45   | 20.      |

| Versenyző       | Versenyszám   | Selejtező                | Selejtező                | Döntő    | Döntő    |
| Versenyző       | Versenyszám   | Eredmény                 | Helyezés                 | Eredmény | Helyezés |
| --------------- | ------------- | ------------------------ | ------------------------ | -------- | -------- |
| Solti Krisztina | Magasugrás    | 184 cm                   |                          | kiesett  | kiesett  |
| Kovács Judit    | Magasugrás    | 184 cm                   |                          | kiesett  | kiesett  |
| Fekete Ildikó   | Hármasugrás   | Érvényes kísérlet nélkül | Érvényes kísérlet nélkül | kiesett  | kiesett  |
| Zsigmond Kinga  | Gerelyhajítás | 55,72 m                  | 18.                      | kiesett  | kiesett  |

| Versenyző    | Versenyszám | 100 m gát | 100 m gát | Magasugrás | Magasugrás | Súlylökés | Súlylökés | 200 m | 200 m | Távolugrás | Távolugrás | Gerelyhajítás | Gerelyhajítás | 800 m   | 800 m | Végeredmény | Végeredmény |
| Versenyző    | Versenyszám | Idő       | Pont      | Eredmény   | Pont       | Eredmény  | Pont      | Idő   | Pont  | Eredmény   | Pont       | Eredmény      | Pont          | Idő     | Pont  | Pont        | Helyezés    |
| ------------ | ----------- | --------- | --------- | ---------- | ---------- | --------- | --------- | ----- | ----- | ---------- | ---------- | ------------- | ------------- | ------- | ----- | ----------- | ----------- |
| Ináncsi Rita | Hétpróba    | 13,88     | 995       | 178 cm     | 953        | 14,32 m   | 815       | 24,86 | 900   | 626 cm     | 930        | 46,30 m       | 789           | 2:21,26 | 806   | 6188        | 11.         |